# Fort Providence
Fort Providence – miejscowość w Kanadzie, w Terytoriach Północno-Zachodnich. Według danych na rok 2016 liczyła 695 mieszkańców.